# Hôtel des Tournelles
Hôtel des Tournelles byl jeden z královských paláců v Paříži. Členové královského rodu Valois jej využívali od poloviny 15. do poloviny 16. století. Byl zbořen v roce 1604 za vlády Jindřicha IV.

## Poloha
Palác se nacházel na pravém břehu na území dnešního 4. obvodu na samém okraji tehdejšího města. Zabíral plochu mezi dnešní ulicí Rue Saint-Antoine a náměstím Place des Vosges. Na západě byl ohraničen dnešní ulicí Rue de Turenne a na východě ulicí Rue des Tournelles, jejíž název upomíná na existenci paláce.

## Historie
Pierre d'Orgemont, kancléř Francie v letech 1373-1380 začal v roce 1388 se stavbou svého sídla – Hôtel d'Orgement v bezprostřední blízkosti pevnosti Bastily. Ovšem kancléř zemřel v roce 1389. Jeho syn Pierre IV. d'Orgemont, pařížský biskup prodal palác v roce 1402 vévodovi Janovi z Berry za 14.000 zlatých. Ten stavbu vyměnil v roce 1404 s vévodou Ludvíkem I. Orleánským za palác v ulici Rue de Jouy. V roce 1407 byl vévoda Orleánský zavražděn a jeho palác přešel na rod Valois jako jeho příbuzné. Karel VI. zde bydlel v době své duševní nemoci se svou manželkou Isabelou Bavorskou.
Po útěku dauphina, pozdějšího krále Karla VII. (1418) před Burgunďany a obsazení Paříže Angličany, sídlil v paláci John Lancaster, 1. vévoda z Bedfordu, který ovládal Paříž až do roku 1430. Nechal sídlo přestavět, přičemž v roce 1425 přikoupil od sousedního kláštera Sainte-Cathérine za 200 000 liber pozemky, aby jej mohl rozšířit směrem na západ.
Když byli Angličané roku 1436 z Paříže vyhnáni, Karel VII. vrátil starou část paláce rodu Orléans. Hôtel d'Orgement patřil nyní hraběti Janovi z Angoulême a nazýval se Hôtel d'Angoulême. Prodej pozemků z roku 1425 byl zrušen v roce 1437, aniž by jeptišky musely vrátit peníze. V roce 1445 bylo v nové části paláce zrušeno vězení, které zde Angličané zřídili. Tato část se nazývala Hôtel du Roi (Královský dům).
V roce 1464 nechal Ludvík XI. vybudovat galerii, která křížila Rue Saint-Antoine a končila u Hôtel-Neuf (neboli Hôtel du Petit-Musc). Nechal rovněž renovovat Hôtel du Roi.

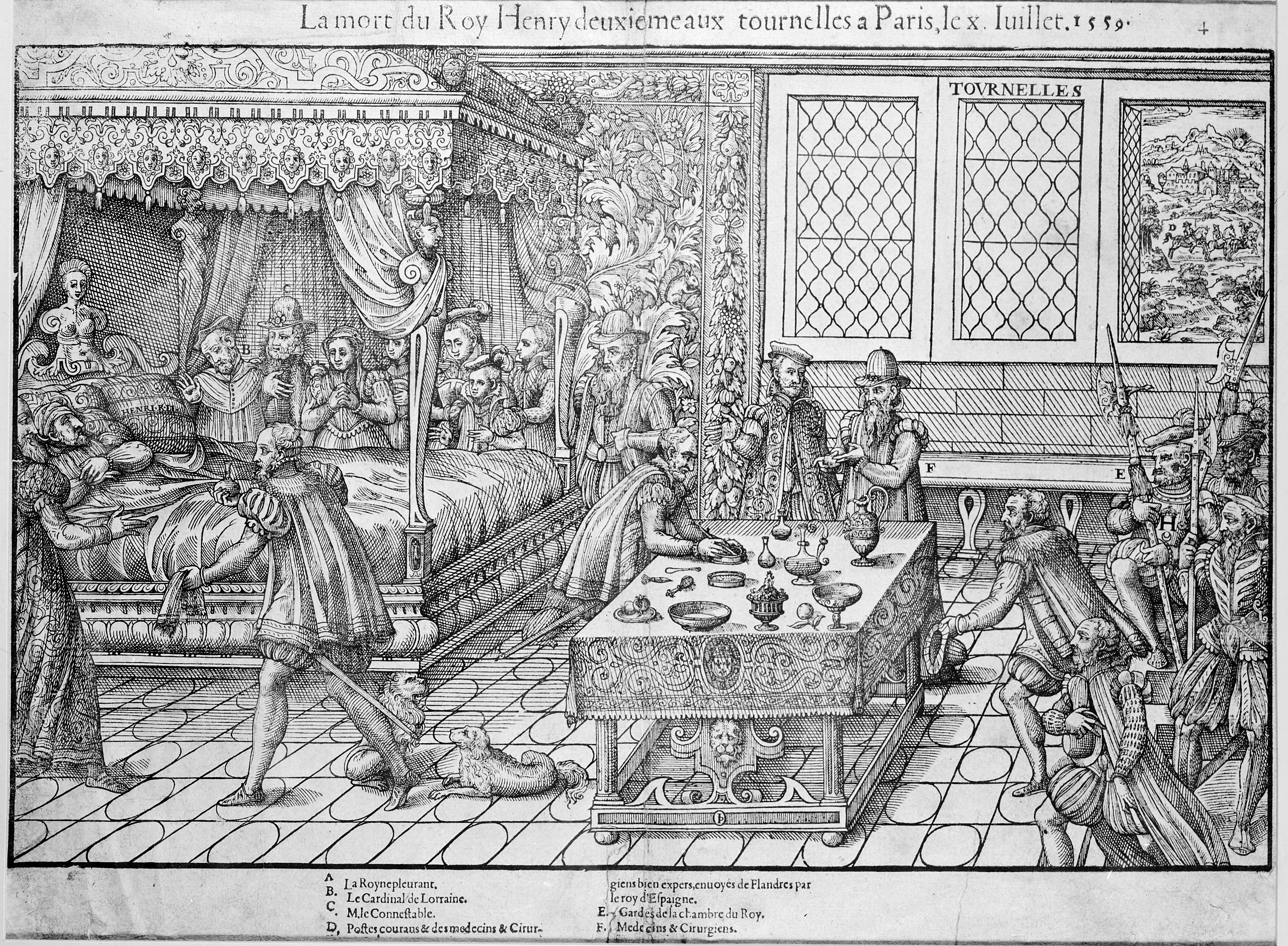
Jindřich II. na smrtelné posteli v Hôtel des Tournelles

V roce 1467 zdědila Hôtel d'Angoulême Marguerite de Rohan. Její syn Karel z Angoulême (1459-1496 byl bratrancem krále Ludvíka XII. Ludvík XII. zemřel 1. ledna 1515 v Hôtel du Roi jako bezdětný a na francouzský trůn nastoupil syn Karla z Angoulême jako král František I. Hôtel d'Angoulême a Hôtel du Roi se tak opět dostaly do stejných rukou a celá stavba se nyní nazývala Hôtel des Tournelles. František I. zde nežil, ale přenechal palác své matce Louise Savojské († 1531).
Bydlela zde také Anna de Pisseleu d'Heilly, od roku 1526 milenka Františka I., rovněž Diana z Poitiers, milenka Jindřicha II., ovšem Jindřich II. sám nikoliv.
V roce 1547 proběhly v Hôtel des Tournelles oslavy korunovace Jindřicha II. a Kateřiny Medicejské za krále a královnu. V roce 1559 se v paláci konaly rovněž oslavy u příležitosti podpisu mírové smlouvy v Cateau Cambrésis. Při tom probíhal rytířský turnaj v ulici Rue Saint-Antoine, při kterém byl Jindřich II. 30. června vážně zraněn. Zemřel 10. července v Hôtel des Tournelles.
Jindřichův syn a pozdější král Karel IX. rozhodl 28. ledna 1564 o stržení paláce, k čemuž prozatím nedošlo. Na místě koňských stájí byl zřízen koňský trh. V lednu 1589 sloužilo nádvoří paláce jako shromaždiště pro žoldnéře, kteří byli najati na obranu města proti Jindřichu Navarrskému.
V srpnu 1603 se rozhodl Jindřich Navarrský, nyní již jako francouzský král Jindřich IV. založit v Paříži manufakturu na výrobu hedvábí, pro kterou v lednu 1604 určil pozemky poblíž Bastily. V březnu bylo rozhodnuto uvolnit pro manufakturu místo a v červenci začaly stavební práce. Hôtel des Tournelles byl nyní definitivně zbořen. Na jeho části vyrostlo náměstí Place Royale, dnešní Place des Vosges.